# Vincent Gigante

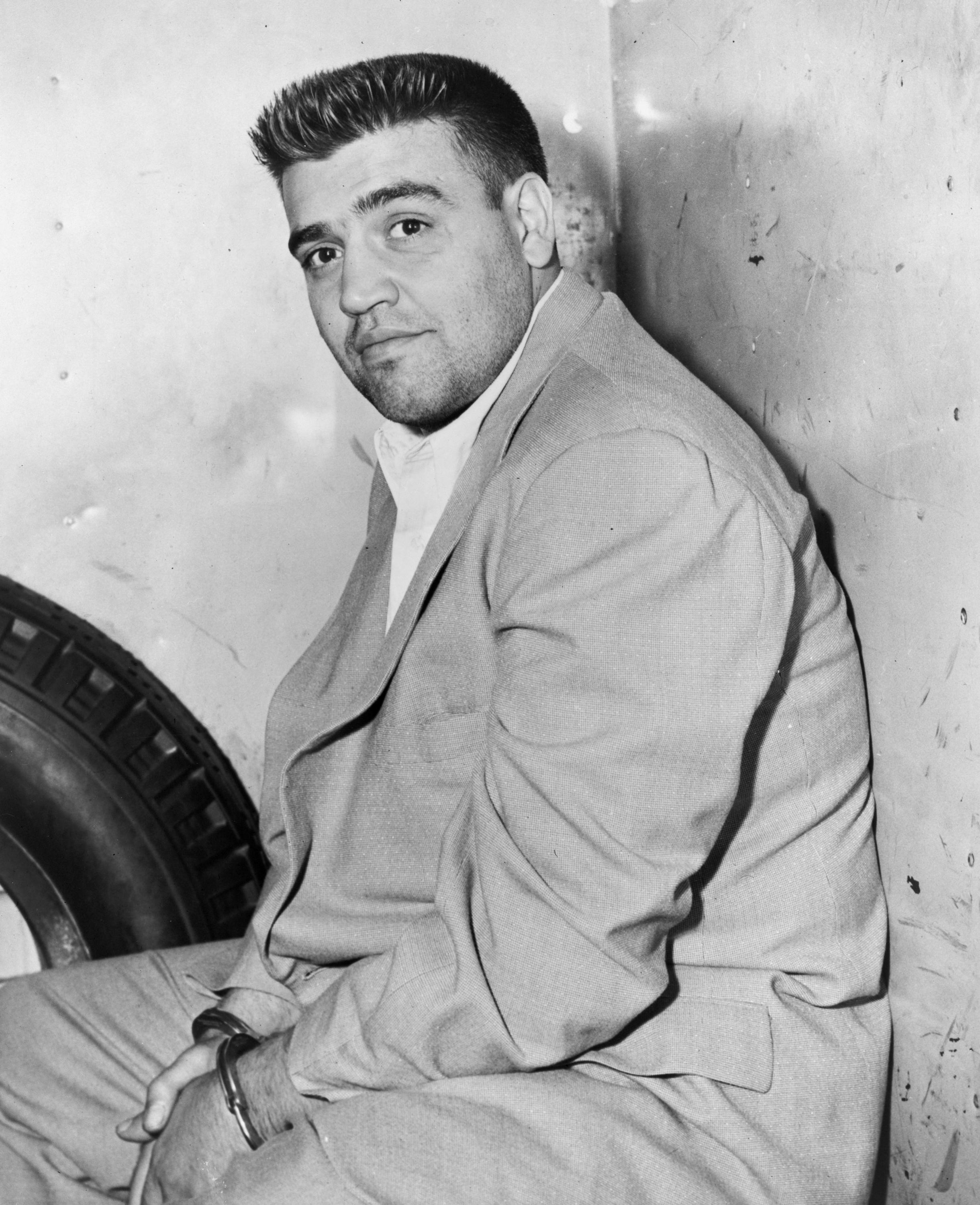
Vincent Gigante

Vincent Louis Gigante znany również jako Chin (ur. 29 marca 1928, zm. 19 grudnia 2005) – amerykański gangster pochodzenia włoskiego. Był bossem nowojorskiej rodziny mafijnej Genovese od 1981 aż do 2005.
Gigante zaczynał swoją karierę jako pięściarz oraz bukmacher. Na ringu w latach 1944–1947 stoczył 25 walk, z czego 21 wygrał. Vincent miał czterech braci, z czego trzech było powiązanych z przestępczością zorganizowaną. Jedynie jego brat Louis nie wszedł na kryminalną ścieżkę i został księdzem. Gigante brał udział w nieudanym zamachu na mafijnego bossa Franka Costello w 1959. Były pięściarz odbył także karę pozbawienia wolności za przestępstwa związane z handlem heroiną. Został skazany na 7 lat pozbawienia wolności, lecz kara została skrócona o dwa lata z powodu dobrego sprawowania.

## Życie kryminalne

### Zamach na Franka Costello
2 maja 1957 Vito Genovese wydał rozkaz Vincentowi zamordowania głowy rodziny Genovese – Franka Costello, bliskiego przyjaciela dla takich osób jak Lucky Luciano oraz Meyer Lansky. Costello był w tamtym czasie jedną z najbardziej rozpoznawalnych postaci w podziemnym biznesie. Gdy Gigante był w jednym pomieszczeniu razem z Frankiem Costello i celował mu w tył głowy, wypowiedział kilka słów w stronę swojej ofiary, Costello zrobił ruch podczas wystrzału, przez co nabój otarł się tylko o jego skroń. Gdy Costello padł na ziemię, Giganti pomyślał, że jego cel jest martwy i uciekł z budynku.
Pomimo tego, że Costello widział swojego oprawcę, w sądzie odmówił rozpoznania Vincenta jako strzelającego.

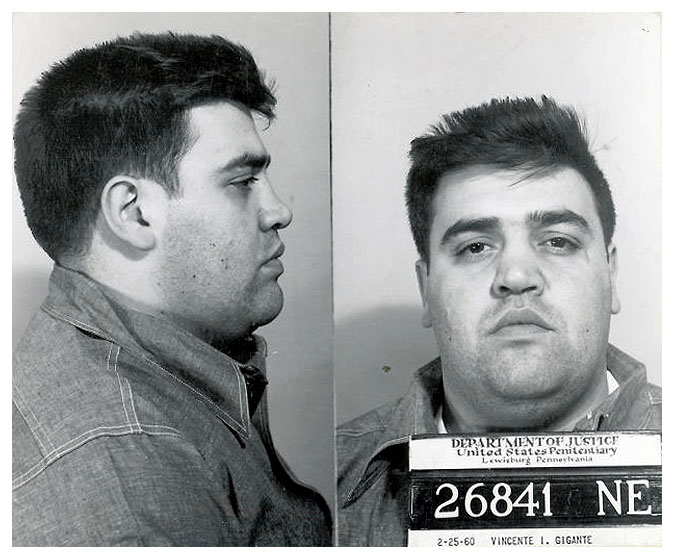
Vincent Gigante – zdjęcie z kartoteki policyjnej

### Caporegime
Po wyjściu z więzienia Vincent z mafijnego żołnierza został mianowany Caporegime rodziny Genovese, przewodniczył ekipie z Greenwich. Większość spotkań jego ludzi odbywało się w Triangle Social Club przy 208 Sullivan Street, innymi miejscami spotkań były także Dante Social Club przy 81 McDougal Street oraz Panel Social Club przy 208 Thompson Street. Gigante spotykał się również z innymi gangsterami oraz partnerami biznesowymi w mieszkaniu swojej matki na Manhattanie w Greenwich Village. Jego ekipa kontrolowała praktycznie całe centrum Manhattanu, dzięki czemu Vincent stał się jednym z najpotężniejszych capo w całym Nowym Jorku w okresie od wczesnych lat 70. aż do roku 1981, kiedy to został mianowany bossem rodziny. Gigante kontrolował oraz czerpał zyski ze związków zawodowych, gier hazardowych, porwań, wymuszeń biznesowych oraz lichwy. Vincent miał także wpływy na Bronksie, w Yonkers oraz w górnym Westchester. Najbliższymi partnerami Vincenta w interesach byli: synowie Andrew Gigante i Vincent Esposito, jego brat Mario Gigante, Dominick Alongi, Venero Mangano, Frank Condo, Dominick DiQuarto, Thomas D’Antonio, Frank Caggiano, Louis Manna, Giuseppe Dellacroe, Dominick Canterino, Dominick Cirillo, Joseph Denti, a także Joseph Sarcinella.

## Śmierć
W 2005 stan zdrowia Gigante zaczął się pogarszać. Zaczął mieć problemy z oddychaniem, doznał obrzęków dolnych partii ciała oraz miał napady utraty świadomości. Został przeniesiony z Federal Correctional Institution, Fort Worth do Springfield. W listopadzie 2005 Flora Edwards, adwokat Vincenta pozwała Centrum Medyczne dla Więźniów Federalnych w Springfield, w wyniku czego Gigante został przeniesiony do prywatnej placówki medycznej. Gdy powrócił do zdrowia, zmuszony był wrócić do więzienia w Springfield, gdzie zmarł zaledwie 10 dni później, 19 grudnia 2005.